# (1553) Bauersfelda
(1553) Bauersfelda est un astéroïde de la ceinture principale découvert le 13 janvier 1940 par l'astronome allemand Karl Wilhelm Reinmuth. Le lieu de découverte est Heidelberg (024). Sa désignation provisoire était 1940 AD.